# Parabita
Parabita är en ort och kommun i provinsen Lecce i regionen Apulien i Italien. Kommunen hade 9 047 invånare (2017).